# Franz Kleinsteuber
Franz Kleinsteuber (* 13. August 1886 in Farnroda, Thüringen; † 18. Januar 1961 in Würzburg) war ein deutscher Architekt und Vertreter des Neuen Bauens.

## Leben und Werk
Kleinsteuber war in München ansässig, ehe er am 17. November 1921 nach Würzburg umzog und dort bis 1927 als Regierungsbaumeister (Assessor) bei der Oberpostdirektion Würzburg arbeitete.
Kleinsteuber machte sich nach 1927 selbstständig und schloss sich mit dem ortsansässigen Architekten Christoph Mayer in einer Bürogemeinschaft zusammen. Der 22 Jahre ältere Mayer als Vertreter des Historismus und Jugendstils erfuhr somit eine personelle Ergänzung durch einen am Neuen Bauen orientierten Kollegen.
Im Zuge der vorgesehenen Verbreiterung der Augustinerstraße erwarb die Stadt Würzburg das Anwesen mit der Hausnummer 9 (das Geburtshaus von Ludwig Pfeuffer bzw. Yehuda Amichai) auf Abbruch und mit der Absicht auf Wiederbebauung mit zurückgesetzter Bauflucht. Kleinsteuber war Mitglied eines Konsortiums, das hier ein Bürohaus mit Läden und Restaurant errichten wollte. Hierfür entwarf Kleinsteuber ein siebengeschossiges Hochhaus. Nach Rückzug des ursprünglichen Investors übernahm die Stadt Würzburg die Planung Kleinsteubers und führte den Bau des ersten Hochhauses in Franken aus. Allerdings waren eine Vielzahl von Änderungen veranlasst worden, so dass Kleinsteuber später stets betonte, dass sein Hochhausentwurf hierdurch wesentlich verschlechtert worden sei. Nach Fertigstellung im Sommer 1930 zog das Architekturbüro Mayer und Kleinsteuber in das vierte Obergeschoss des Gebäudes Augustinerstraße 9 ein. Im selben Geschoss hatte um 1935 die NSDAP-Kreisleitung Räume. Als einer der wenigen Zeugen der Neuen Sachlichkeit in Würzburg wurde das Hochhaus 1974 als Einzelbaudenkmal in die bayerische Denkmalliste aufgenommen.
Auch nach dem Tod von Mayer am 11. Mai 1931 wurde das Büro von Kleinsteuber unter dem Namen Mayer und Kleinsteuber weitergeführt.
In der Zeit des Dritten Reichs war Kleinsteuber bei der Ortsplanungsstelle der Regierung von Mainfranken beschäftigt. Auch nach seiner Pensionierung beteiligte er sich mit seinem Privatbüro noch an Ausschreibungen und Wettbewerben. So gewann er z. B. den Wettbewerb für ein Schutzdach für die Stiftsruine in Hersfeld. Für Postbedienstete entwarf er einen Wohnblock an der Tiepolostraße in Würzburg.
Franz Kleinsteuber starb am 18. Januar 1961 in Würzburg. Sein Grab auf dem Hauptfriedhof wurde zwischenzeitlich eingeebnet.
In einem Nachruf in der Main-Post vom 21. Januar 1961 schrieb Heiner Reitberger über den ihm persönlich bekannten Architekten: „Würzburg verlor einen begabten Baufachmann, eine eigenwillige, zuweilen schwierige Persönlichkeit, einen leidenschaftlichen lerneifrigen Mann, der Witterung hatte für neue Techniken, neue Formen, neue Denkart.“

### Bauten in Würzburg

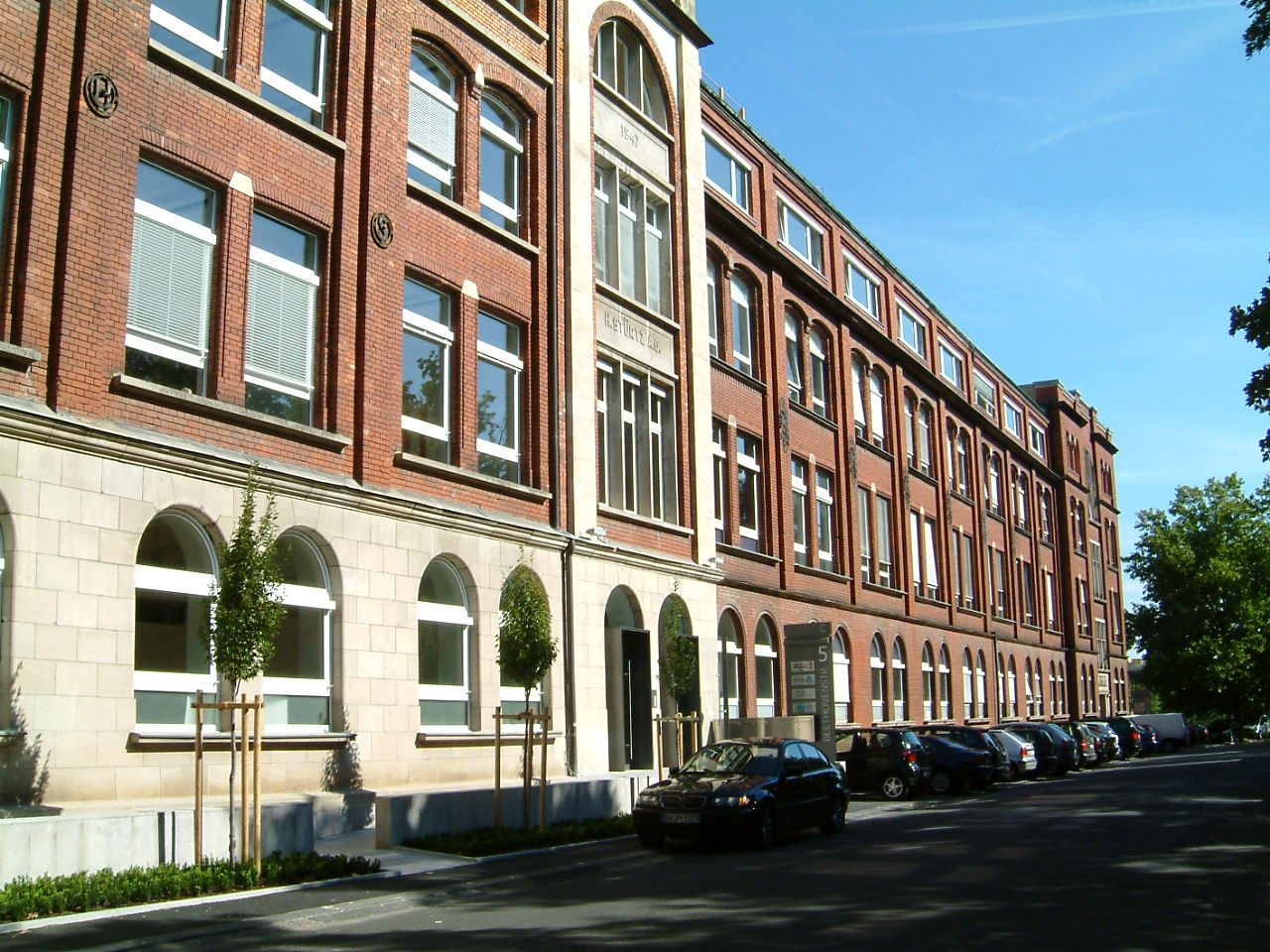
Stürtz-Universitätsdruckerei in Würzburg, Beethovenstraße 5

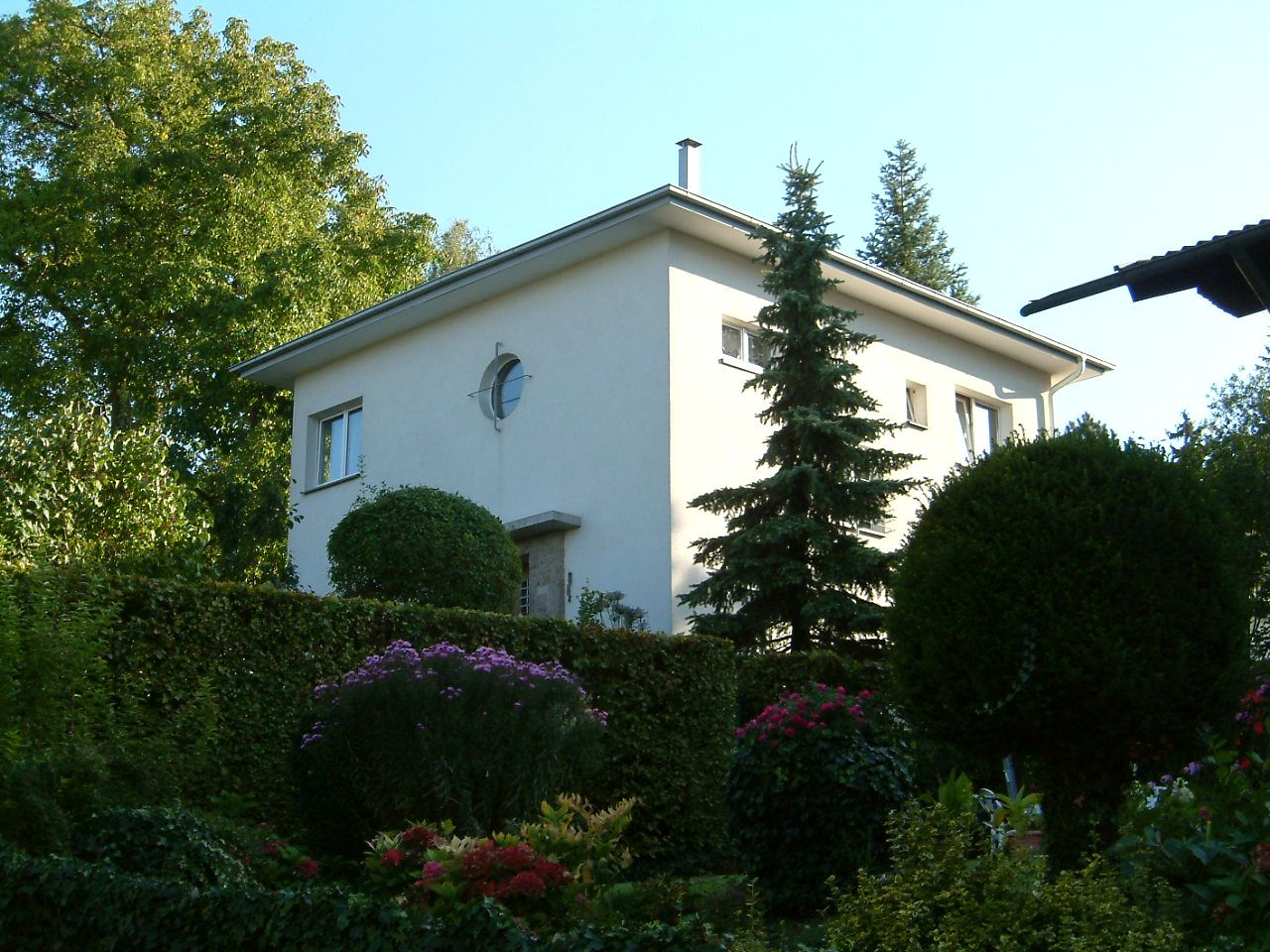
Sommerhaus für Fritz Knapp in Würzburg, Christoph-Mayer-Weg 2

- 1928–1930: Verwaltungs-Hochhaus, Augustinerstraße 9 (unter Denkmalschutz)
- 1929: Ausbau der Synagoge, Domerschulstraße
- Israelitische Lehrerbildungsanstalt, Sandbergstraße
- Anbau der Richterschen Kunsthalle, Hofstraße
- 1930: Druckerei Stürtz, Beethovenstraße 5
- 1930: Druckerei Richter, Plattnerstraße
- 1931: Gefallenen-Ehrenmal im Volksgarten am Rennweg (zusammen mit Fried Heuler und Niedermeier)
- 1931–1932: Villa Marbe, Judenbühlweg 7 (heute Corpshaus Franconia)[4]
- 1934–1935: Hallenbad im Stadtteil Sanderau